# PQ–11-es konvoj
A PQ–11-es konvoj egy hajókaraván volt, amelyet a szövetségesek a második világháború során a Szovjetunióba indítottak. A PQ kód azt jelentette, hogy a rakomány nyugatról tart a Szovjetunióba, a 9 a sorszámát jelöli. A 13 teherhajó és kísérőik 1942. február 14-én indultak el az nagy-britanniai Kirknessből, és 1942. február 22-én érkeztek meg Murmanszkba. A kikötőt valamennyi hajó elérte.

## A hajók

### Kereskedelmi hajók
| A hajó neve       | Nemzetisége               |
| ----------------- | ------------------------- |
| Ashabad           | Szovjetunió               |
| Barrwhin          | Egyesült Királyság        |
| City of Flint     | Amerikai Egyesült Államok |
| Daldorch          | Egyesült Királyság        |
| Empire Baffin     | Egyesült Királyság        |
| Empire Magpie     | Egyesült Királyság        |
| Hartlebury        | Egyesült Királyság        |
| Kingswood         | Egyesült Királyság        |
| Lowther Castle    | Egyesült Királyság        |
| Makawao           | Honduras                  |
| Maeylyn           | Egyesült Királyság        |
| North King        | Panama                    |
| Sztyepan Halturin | Szovjetunió               |

### Kísérőhajók
| A hajó neve      | Nemzetisége        | Típusa                   |
| ---------------- | ------------------ | ------------------------ |
| HMS Airedale     | Egyesült Királyság | Romboló                  |
| HMS Blackfly     | Egyesült Királyság | Tengeralattjáró-elhárító |
| HMS Cape Argona  | Egyesült Királyság | Tengeralattjáró-elhárító |
| HMS Cape Mariato | Egyesült Királyság | Tengeralattjáró-elhárító |
| Gromkij          | Szovjetunió        | Romboló                  |
| Groznij          | Szovjetunió        | Romboló                  |
| HMS Harrier      | Egyesült Királyság | Aknaszedő                |
| HMS Hazard       | Egyesült Királyság | Aknaszedő                |
| HMS Hussar       | Egyesült Királyság | Aknaszedő                |
| HMS Middleton    | Egyesült Királyság | Tengeralattjáró-elhárító |
| HMS Niger        | Egyesült Királyság | Aknaszedő                |
| HMS Nigeria      | Egyesült Királyság | Könnyűcirkáló            |
| HMS Oxlip        | Egyesült Királyság | Korvett                  |
| HMS Salamander   | Egyesült Királyság | Aknaszedő                |
| HMS Sweetbriar   | Egyesült Királyság | Korvett                  |